# Mrs Hyde
Mrs Hyde was een Gents collectief bestaande uit zangeres-pianiste Esther Lybeert (Flat Earth Society/An Pierlé & White Velvet), gitarist Maarten Flamand (Cloon/Bulls on Parade/Stash) en backingvocaliste-percussioniste Eva Schampaert (Gabriël Rios/Lalalover/Moïano/Yasmine).

## Geschiedenis
Na optredens in de Gentse Handelsbeurs (voorprogramma van Hanne Hukkelberg), Botanique (voorprogramma van de Guillemots), en een doortocht op Humo's Rock Rally in 2007, waar ze strandden in de halve finale, stond Mrs Hyde in 2008 op het festival Folk Dranouter. Momenteel werken ze met een nieuwe line-up hun debuutalbum af. De productie van de plaat, verwacht in het voorjaar 2010, wordt geleid door Frank Duchêne (Hooverphonic/dEUS/Soulwax).
Mrs Hyde verzorgde in 2007 de muziek voor de kortfilm ‘Juliette’ van Nathalie Teirlinck. Die samenwerking werd voortgezet en resulteerde onder de vleugels van Theater Malpertuis in een nieuwe theatervoorstelling, 'Send all your horses'. In samenwerking met de Kopergietery wordt dit theaterstuk vanaf eind 2009 tot eind 2010 in de Belgische cultuurcentra gespeeld.

## Bezetting
- Esther Lybeert - tekst, muziek, zang, keys, vocal effects
- Maarten Flamand - muziek, gitaar, backing vocals
- Eva Schampaert - backing vocals, drums, vocal effects, samples

## Trivia
- In Zwitserland en de Benelux was een fragment van de song ‘Alone’ van Mrs Hyde te horen in een reclamecampagne van Ferrero Rocher.
- Mrs Hyde nam een coverversie op van Luc Van Ackers ‘The Ship’.
- Esther Lybeert spreekt voor films stemmen in, onder meer voor de Vlaamse versie van WALL-E, Cloudy with a Chance of Meatballs en Meet the Robinsons.
- Esther Lybeert zong op zestienjarige leeftijd in de eerste bezetting van Hooverphonic, waar Frank Duchêne medeoprichter van was.